# Andrius Pojavis
Andrius Pojavis (Jurbarkas, 25 novembre 1983) è un cantautore e musicista lituano.
Ha inciso sia canzoni nella propria lingua sia pezzi in inglese, proponendo un repertorio essenzialmente indie-rock.

## Biografia
Andrius Pojavis ha iniziato a cantare in giovanissima età: durante le scuole superiori ha suonato la chitarra in una band chiamata No Hero. Dopo aver conseguito la laurea in storia si è dedicato nuovamente alla musica, entrando a far parte della band Hetero, che ha vinto il concorso Eurorock nel 2006. L'anno seguente Pojavis ha composto i primi pezzi da solista.
Nel 2012 si è trasferito in Italia, a Milano, dove ha registrato il suo primo singolo, Traukiniai, col quale si è fatto conoscere nel suo Paese; il brano è stato poi inserito nel suo album d'esordio Aštuoni, successo commerciale e di critica in Lituania.
Ha rappresentato la Lituania all'Eurovision Song Contest 2013 con la canzone Something, che si è qualificata per la finale della manifestazione europea, dove si è classificata al ventiduesimo posto.
Nel 2018 ha inciso l'album Sei: il titolo fa riferimento al numero di canzoni in esso contenute, tre delle quali sono in lingua italiana (L'uragano, Nuovo Mondo, Istante).
Nel 2024 ha partecipato a Eurovizija.LT, la competizione canora atta a selezionare il rappresentante lituano dell'Eurovision Song Contest 2024, con il brano Sing Me a Hug. Si è esibito nel corso della seconda semifinale del 20 gennaio 2024, piazzandosi ultimo e mancando l'accesso alla finale.

## Vita privata
Pojavis vive dividendosi tra la Lituania, Valencia e Milano, con la compagna italiana e le due figlie.